# Aeropuerto de Rosh Pina
El Aeropuerto de Rosh Pina  (en hebreo: שְׂדֵה הַתְּעוּפָה רֹאשׁ פִּינָּה) (IATA: RPN, ICAO: LLIB) a veces llamado  aeropuerto de Mahanayim debido a su proximidad a la localidad de Mahanayim, es un aeropuerto ubicado en Rosh Pinna, cerca del Parque Industrial Safed - Jatzor - Rosh Pina, en Israel.
El aeropuerto está a 16 km de Safed , a 29 km de Tiberíades y a 30 km de Kiryat Shmona.
El aeropuerto fue construido en 1943 durante el mandato británico de Palestina. Mahanayim sirvió al ejército británico contra la Francia de Vichy en Siria. En 1948 el aeropuerto fue tomado por la IAF . En la década de 1950, Arkia Israel Airlines comenzó el servicio al aeropuerto, trabajando desde una instalación rudimentaria que servía de torre de la terminal de pasajeros y para el control del tráfico aéreo. En 1968, un nuevo edificio terminal se había construido y tres años más tarde, en 1971 , una torre de la estación de bomberos y de control se erigió.